# Jacques Yves Bernard Chiron du Brossay
Jacques Yves Bernard Chiron du Brossay est un homme politique français, né le 19 mai 1765 à Blain et mort le 15 octobre 1834 à Pontchâteau.

## Biographie
Fils de Jean Baptiste Chiron, sieur de Keraly, notaire et procureur du marquisat de Blain, et de Jeanne Guillemot, Jacques Yves Bernard Chiron du Brossay suit des études de droit et entre dans la magistrature.
Juge à Savenay, il est élu député à la Chambre des Cent-Jours le 15 mai 1815.
À son décès, il était avocat et maire de Pontchâteau.
Marié à Prudence Modeste Halgan, sœur de l'amiral Emmanuel Halgan, il est le père de l'officier de marine Auguste-Pierre Chiron du Brossay et le grand-père d'Emmanuel Marie Félix Chiron du Brossay.

## Sources
- « Jacques Yves Bernard Chiron du Brossay », dans Adolphe Robert et Gaston Cougny, Dictionnaire des parlementaires français, Edgar Bourloton, 1889-1891 [détail de l’édition]